# Капак (Мічиган)
Капак (англ. Capac) — селище (англ. village) в США, в окрузі Сент-Клер штату Мічиган. Населення — 1983 особи (2020).

## Географія
Капак розташований за координатами 43°0′14″ пн. ш. 82°55′20″ зх. д. / 43.00389° пн. ш. 82.92222° зх. д. (43.003766, -82.922187).  За даними Бюро перепису населення США в 2010 році селище мало площу 4,87 км², з яких 4,74 км² — суходіл та 0,13 км² — водойми.

## Демографія
Згідно з переписом 2010 року, у селищі мешкало 1890 осіб у 704 домогосподарствах у складі 470 родин. Густота населення становила 388 осіб/км².  Було 807 помешкань (166/км²).
Расовий склад населення:
| - 87,7 % — білих - 0,6 % — корінних американців - 0,3 % — чорних або афроамериканців - 0,1 % — азіатів - 8,0 % — осіб інших рас |

До двох чи більше рас належало 3,2 %. Частка іспаномовних становила 18,9 % від усіх жителів.
За віковим діапазоном населення розподілялося таким чином: 29,0 % — особи молодші 18 років, 60,5 % — особи у віці 18—64 років, 10,5 % — особи у віці 65 років та старші. Медіана віку мешканця становила 33,1 року. На 100 осіб жіночої статі у селищі припадало 92,9 чоловіків;  на 100 жінок у віці від 18 років та старших — 88,1 чоловіків також старших 18 років.
Середній дохід на одне домашнє господарство  становив 55 129 доларів США (медіана — 47 054), а середній дохід на одну сім'ю — 60 673 долари (медіана — 49 653). Медіана доходів становила 49 250 доларів для чоловіків та 30 000 доларів для жінок. За межею бідності перебувало 16,1 % осіб, у тому числі 23,7 % дітей у віці до 18 років та 2,6 % осіб у віці 65 років та старших.
Цивільне працевлаштоване населення становило 765 осіб. Основні галузі зайнятості: виробництво — 25,6 %, освіта, охорона здоров'я та соціальна допомога — 18,0 %, мистецтво, розваги та відпочинок — 14,2 %, роздрібна торгівля — 11,4 %.